# Туркмен
Туркмен (узб. Туркман, Turkman) — міське селище в Узбекистані, в Хатирчинському районі Навоїйської області.
Розташоване за 5 км на північний схід від районного центру, на автошляху Янгірабад — Лянґар.
Населення 2,9 тис. мешканців (1987).
Статус міського селища з початку 2010-х.